# Dolní Kaliště
Dolní Kaliště (německy Unter Gallitsch) je zaniklá ves, resp. skupina chalup, na západním okraji území obce Dolní Dvořiště v okrese Český Krumlov.

## Historie
První písemná zmínka o Dolním Kališti pochází z roku 1379. Od zavedení obecního zřízení v polovině 19. století byly Dolní Kaliště osadou obce Horní Kaliště. V roce 1930 zde  stály 2 domy a žilo zde 16 obyvatel. V letech 1938 až 1945 bylo Dolní Kaliště v důsledku uzavření Mnichovské dohody přičleněno k nacistickému Německu. Po 2. světové válce Dolní Kaliště zaniklo.